# انقلاب رشيد عالي الكيلاني
انقلاب رشيد عالي الكيلاني هو انقلاب حدث في العراق وأحد أبرز الأحداث التي غيرت تاريخ العراق، بدأت في العراق في شهر شباط/فبراير واستمرت لغاية 2 مايس/ أيار 1941، ونتج عنها إسقاط عبد الإله الوصي على العرش وتشكيل حكومة جديدة برئاسة رشيد عالي الكيلاني، لكن هذه الثورة باءت بالفشل ونفي رشيد عالي الكيلاني إلى خارج البلاد وعادت السلطة بيد الحكومة، وسُمّيت هذه الثورة بالعامية دگ‍ة رشيد عالي الكيلاني.

## الخلفية التاريخية

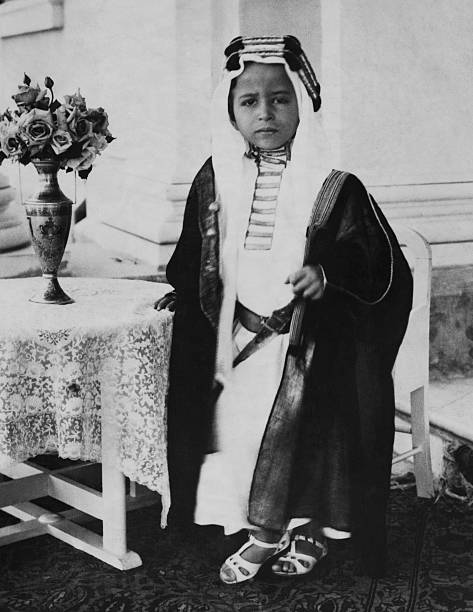
الملك فيصل الثاني وهو بسن الخامسة

في 4 نيسان أبريل 1939 توفي الملك غازي الأول في حادث سيارة، وأصبح ابنه فيصل ذو الأربعة سنوات ملكا على العراق. ليحكم العراق من قبل حكومة عراقية موالية للبريطانيين بقيادة الوصي على العرش عبد الإله بن علي ورئيس الوزراء نوري السعيد. وفي 1 أيلول سبتمبر 1939 اندلعت الحرب العالمية الثانية وأعلنت كل من بريطانيا وفرنسا في 3 أيلول سبتمبر الحرب على ألمانيا النازية وطلبت الحكومة البريطانية من العراق قطع العلاقات الدبلوماسية مع ألمانيا وتقديم المساعدات الضرورية التي تحتاجها بريطانيا وفقاً لبنود معاهدة 1930.
سارع رئيس الوزراء نوري السعيد باشا إلى تنفيذ تلك المطالب وقطع العلاقات الدبلوماسية مع ألمانيا في 5 أيلول سبتمبر وأكد دعم حكومته الكامل لبريطانيا، بل أكثر من ذلك وضع العراق في حالة حرب في الوقت الذي لم تكن العمليات العسكرية تتصاعد سوى في بولندا في قلب أوروبا، حيث فرض حظر التجول، وأصدر قانون الحصة التموينية الحربية، وصادر بعض الممتلكات العائدة لدول المحور وفرض نظام الرقابة على الصحف والأحزاب والجمعيات وغيرها. بعبارة أخرى فرض نظام الطوارئ والأحكام العرفية وعزز من سلطاته دون مبرر يذكر في تلك الآونة. وقد فسر موقف نوري السعيد هذا على أنه موقف انتهازي أراد أن يستثمر اندلاع الحرب ومبررات ودواعي الالتزام بمعاهدة سنة 1930 مع بريطانيا، لترتيب أوضاعه السياسية ضد خصومه ولاسيّما إنه كان في بداية عمله السياسي كرئيس وزراء وله الكثير من المنافسين والخصوم والتيارات الفكرية المناوئة، والتي يتحتم عليه تسوية مواقفه معها الواحدة تلو الأخرى ليشق طريقه السياسي ويفرض مبادئه وبرنامج عمله واستراتيجيته.
في المعسكر المقابل كان الفريق حسين فوزي رئيس الأركان العامة يقود التيارات المعارضة لسياسة نوري السعيد، وتحالف مع الفريق فوزي عدد من قادة الجيش وبعض الأحزاب والشخصيات الوطنية بزعامة رشيد عالي الكيلاني باشا رئيس الديوان الملكي، الذين تزعموا معارضةً برلمانيةً وسياسيةً مثلما كانت تقاوم وتنتقد في الشارع أيضا تلك التيارات الطامحة لفصل العراق عن التبعية لبريطانيا والتي رأت في سياسة الحكومة بزعامة نوري باشا خطرا على استقلال العراق وبقائه يدور في فلك بريطانيا وهيمنتها على العراق سياسيا واقتصاديا. وما لبث ان احتدم الصراع السياسي بين التيارين الذي أدى إلى استقالة نوري السعيد وتولي رشيد عالي رئاسة الوزراء بدلا عنه، حيث صّعد نوري باشا الصراع، وهو من موقع المعارضة شيئا فشيئا إلى مواجهة مسلحة بين التيارين مما أدى ببريطانيا للتدخل لمناصرة حلفائها في تيار نوري السعيد والوصي على العرش، عبد الإله بن علي الهاشمي، بعد دنو أجلهما وفشل تيارهما امام تيار رشيد الكيلاني وحسين فوزي، ثم هرب الوصي ونوري السعيد وباقي زعماء ذلك التيار إلى خارج العراق، عندئذ أدركت بريطانيا بان العراق قد خرج عن دائرة طوعها واستراتيجياتها فتدخلت لإعادة الوصي ونوري باشا، فشنت حربا لإسقاط حكومة رشيد عالي الكيلاني وأدت إلى احتلال العراق.

### تكتل قادة الجيش

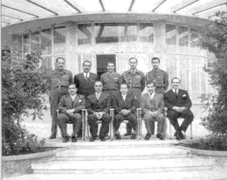
تكتل قادة الجيش.

تمثلت قوى المعارضة ضد حكومة نوري السعيد من ضباط الجيش العراقي بزعامة الفريق حسين فوزي رئيس الأركان العامة والذي تؤيده كتلة المربع الذهبي، وهم مجموعة من الضباط يتزعمهم أربعة عقداء معروفين بشكيمتهم ووطنيتهم وعدم مهادنتهم لبريطانيا وهم ما يسمون بالعقداء الأربعة بزعامة صلاح الدين الصباغ وكل من فهمي سعيد وكامل شبيب ومحمود سلمان والسياسي يونس السبعاوي. وكان يعرف الجيش العراقي بإنه منظمة وطنية عقائدية نشأت في أروقة الجمعيات السرية أيام الحكم العثماني والتي كانت تنادي باستقلال العراق وباقي الولايات العربية عن الدولة العثمانية وإنشاء دولة عربية واحدة بزعامة الشريف حسين بن علي الهاشمي قائد الثورة العربية الكبرى.

### تكتل نوري السعيد

الفريق نوري السعيد.

تكتّل حول نوري سعيد مجموعة من قادة الضباط المساندون له لأسباب مختلفة، منها شخصية، دعو بمجموعة السبعة، والتي لم ترى ضيرا من تلك الإجراءات التي تبناها رئيس الوزراء نوري السعيد. لا بل أكثر من ذلك كانت تحبذ ازدياد نفوذه وسطوته ضد معارضيه لانها تنتمي إلى تياره وتطمع لتقوية شوكته. أما نوري السعيد من جانبه فكان يبرر أمام خصومه ومعارضيه بأنه يخلق نوع من التوازن بين نزعته القومية الوحدوية ووطنيته وبين ممالاة الإنجليز.
تعاظمت الصيحات المعارضة لنوري السعيد جراء سياسته هذه وازداد عدد معارضوه في الحكومة والبرلمان وفي الأحزاب المعارضة وحتى الموالية وازداد سخط الشارع عليه الناقم على الإنكليز. ومن أهم الأسباب التي أججت الرأي العام في تلك الفترة هي:
- 1.كانت الأجواء السائدة في العراق تميل للاستقرار وبناء المجتمع والنهوض بالبلد نحو العمران، بعد انتهاء الانتداب ومنح عصبة الأمم العراق الاستقلال عام 1932.
- 2.أثرت تداعيات انقلاب بكر صدقي على الرأي العام، الذي أيده الملك غازي الأول من طرف خفي والذي حدث جراء الاحتقان السياسي الذي تسببت به سياسة حكمت سليمان التعسفية ضد القبائل والشخصيات والأحزاب الوطنية، وما تلا ذلك من أحداث كاغتيال جعفر العسكري وزير الدفاع ورئيس الوزراء الأسبق، تلك الشخصية السياسية المعروفة والمحسوبة على تكتل نوري السعيد، كون الأخير صهره. ثم فشل الانقلاب واغتيال بكر صدقي في الموصل وهو في طريقه مسافرا إلى تركيا.
- 3.تفاعل الشارع السياسي مع الملك غازي والمجموعات المدنية والعسكرية الملتفة حوله من أحزاب وضباط وشخصيات وطنية من أمثال رشيد عالي الكيلاني وصلاح الدين الصباغ، جراء تطلعاتهما الوطنية والقومية وسياسة رشيد الكيلاني في اعمار العراق وبناءه وتعميق استقلاله بالابتعاد عن المعاهدات التي رأى فيها تكبيل العراق بعجلة المصالح البريطانية. ومنها اتخاذه لبعض الإجراءات الهامة كالتجنيد الإلزامي ودعم الثورة الفلسطينية ضد الانتداب البريطاني والهجرات اليهودية إلى فلسطين ودعم استكمال تحرير سوريا ولبنان من الاحتلال الفرنسي، العمل على إخراج الحامية البريطانية من الكويت والدعوة إلى وحدتها مع العراق، وأيضا ميله إلى ألمانيا في مستهل الحرب العالمية الثانية ووقوفه علنا ضد بريطانيا ودول الحلفاء عام 1939 وهو تاريخ وفاته الغامض والذي راى فيه الشعب اغتيال مدبر تسبب في هياج متعاظم ضد بريطانيا في العراق.
- 4.محاولات بريطانيا الهيمنة على العراق وسياسته من خلال عقد المعاهدات كمعاهدة سنة 1930م، والعمل على استغلال نفط العراق بأبخس الأثمان. كذلك من خلال الإبقاء على قطعات كبيرة من الجيش البريطاني في قواعد العراق كقاعدة الحبانية في الفلوجة، وقاعدة الشعيبة في البصرة.[5]
- 5.اغتيال وزير المالية رستم حيدر في يناير / كانون الثاني عام 1940 وهو من حلفاء نوري السعيد على يد موظف ولأسباب قبلية، استثمرها نوري السعيد للإيقاع بخصومه من خلال اتخاذه لاجراءات قاسية ضدهم.

بدأ التوتر يشوب طرفي المعادلة السياسية، المعارضون والموالون أو التيار الوطني التحرري الذي يتزعمه رشيد عالي الكيلاني ضد التيار الليبرالي الذي يتزعمه نوري السعيد. وفي المقابل حاول معارضو نوري السعيد حشد قادة الجيش والرأي العام ضده بغية اقصائه عن الحكم من جراء سياساته الموالية لبريطانيا والتعسفية بحقهم.
تطورت الأحداث بشكل مضطرد ينبيء بحدوث شرخ كبير في الجيش والبرلمان والأحزاب السياسية، مما انعكس على الشارع الناقم أساسا على الحكومة الموالية لبريطانيا. وأخذ التصدع يتوسع ليشمل مجموعة السبعة من كبار القادة العسكريين المشاركين في الحكم لاسيما رئيس الأركان العامة للقوات المسلحة الفريق حسين فوزي، وكذلك مجموعة المربع الذهبي، مما أدى إلى نذر أزمة ثقة وزارية ترتب عليها أزمة دستورية سميت بأزمة شباط 1940.

### استقالة نوري السعيد

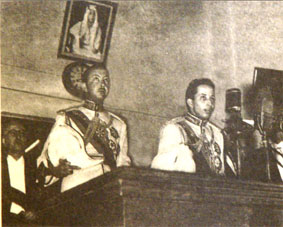
الوصي عبد الإله مع الملك فيصل الثاني أمام البرلمان.

بعد تفاقم الأزمة الدستورية، لم يكن أمام الحكومة سوى إقالة رئيس الوزراء نوري السعيد المسبب الأول بخلق الأزمة وتفاقمها. إلا أنه حشد مؤيديه مدنيين وعسكريين وبالاتفاق سراً مع حليفه الوصي الأمير عبد الإله الهاشمي، في محاولة لاظهار نفسه على أنه قائد جماهيري يتمتع بتأييد شعبي، حيث طالب مؤيدوه ضرورة إعادة الوصي الأمير عبد الإله لتكليفه بتشكيل الوزارة الجديدة. تزايدت نقمة الشارع وامتعاض التيارات المناوئة لنوري السعيد من أحزاب وقادة عسكريين من الذين يتمتعون بتاييد جماهيري حاشد، وأدى ذلك بالوصي إلى التردد بتكليف نوري السعيد بتشكيل الحكومة الجديدة تحسبا لما قد يجر عليه من ازدياد النقمة التي قد تتحول إلى انتفاضة أو انقلاب.
فسر أنصار نوري السعيد التأخر بتكليفه بتشكيل الحكومة الجديدة بشكل خاطئ، أدت إلى حالة من الاحتقان التي أسهمت في رفع درجة الغليان، الأمر الذي أدى إلى تسارع الأمور بما لا تحمد عقباه، حيث حشد مناصروا نوري قواتهم العسكرية في معسكر الرشيد في الرصافة، عاقدين العزم على احتلال العاصمة بغداد والسيطرة عليها وفرض سياسة الأمر الواقع، في المعسكر المقابل، ولقد أصدر رئيس الأركان العامة للقوات المسلحة الفريق حسين فوزي أوامره بوضع قواته في معسكر الوشاش في الكرخ في أهبة الاستعداد حفاظا على أمن العاصمة بغداد، وبدا المشهد مهيئاً للانفجار والمواجهة العسكرية، بين الأطراف المتصارعة.
حزم الوصي أمره بعد أن درس أين يكمن توازن القوى، فالقوى الوطنية والتحررية المناوئة لنوري السعيد تملك التأييد الجماهيري الساحق بالمقابل القوى الليبرالية بزعامة نوري السعيد تملك الدعم البريطاني الذي لا مناص منه حسب رأي الأمير عبد الإله. وبناء على ذلك قرر الوقوف إلى جانب نوري السعيد المتحالف أصلا معه، وتكليفه بتشكيل الوزارة حيث شكل نوري الوزارة الجديدة وأنتقم من خصومه بإقالة رئيس الأركان العامة للقوات المسلحة، الفريق حسين فوزي والقادة العسكريين المناصرين له.
أدت تلك الإجراءات إلى تفاقم نقمة الجماهير والتيارات الوطنية والقومية والتحررية التواقة للخروج من ربقة الهيمنة البريطانية التي أخذت تتدخل في كل صغيرة وكبيرة في البلد منها تعيين الموظفين وهيمنة المستشارين على الوزارات والهيمنة الاقتصادية على السوق والعملة والنفط علاوة على السياسة العامة الداخلية والخارجية. وأضحى الوضع قابل للانفجار في أي لحظة، مما أدى إلى عزل الحكومة والتشكيك بوطنيتها.
حاول الوصي اتباع سياسة ترقيعية، فبدلا عن أرضاء الجماهير الغاضبة، عمد إلى اجتماع ضم كبار السياسيين في مارس / آذار من عام 1940 الهدف منه تحجيم دور الجيش في القضايا السياسية والوطنية، وإصدار القرارات التي تحرم تلك الانشطة وجعله جيشا مهنيا فحسب. وكان المقصود بذلك مجموعة السبعة ومجموعة المربع الذهبي.
ولم يتمكن الوصي من اتخاذ اجراءات حاسمة للحد من نشاطات الجيش العراقي السياسية والوطنية بسبب تعاظم سيطرة الضباط الكبار في العملية السياسية والحكم. علاوة على نقمة الشارع وانهيار سمعة الوصي ونوري السعيد والحكومة. الأمر الذي أدى إلى ممارسة القوى الوطنية من سياسيين وعسكريين ضغوطات كبيرة على الحكومة والوصي مما أدى به إلى محاولة إرضائهم بإقالة وزارة نوري السعيد الضعيفة والمعزولة والتي تفتتت بسبب تقديم استقالات الشخوص البارزين فيها.
في نهاية المطاف بدأ الوصي بالتفكير لإرضاء الجماهير الغاضبة والقوى الوطنية من أحزاب وكتل سياسية وعسكرية، بالبحث عن شخص ترضى به كل الاطرف فتوجه إلى رئيس الديوان الملكي حيث حاول اقناع رشيد عالي الكيلاني باشا بتكليفه بتشكيل الوزارة حيث يتميز الكيلاني بقبوله من جميع الأطراف كونه من الشخصيات البارزة في المجتمع والمعروف بمهابته وسمعة الجيدة وسياسته المتوازنة علاوة على ثقافته الواسعة وهدوئه وحنكته السياسية. وكان رشيد الكيلاني يلقى تأييدا شعبيا كاسحا على خلاف نوري السعيد، ومرد ذلك كون الكيلاني ينتمي لنفس المدرسة الوطنية للملك غازي فقد ارتبط بالملك بعلاقات خاصة وعامة أثرت كثيرا على مواقفهما معا كما سبق وأن عملا سويةً في أكثر من مناسبة، فكان الكيلاني رئيسا لديوان غازي وكاتم أسراره، وعند مصرع الملك في ظروف غامضة دارت الشكوك والوساوس حول مقتله التي كان الشارع والساسة يعتقدون بأن وراء ذلك السفارة البريطانية والوصي ونوري السعيد بسبب مواقفه ضد بريطانيا من جهة، وبسبب تناقض حيثيات حادث مصرعه من جهة أخرى، وكان لمصرع الملك الأثر الكبير على سياسة رشيد الكيلاني ومواقفه التي أراد منها التعبير عن وفائه وإخلاصه للملك من خلال التشبث بسياسته وافكاره.
قام رشيد عالي الكيلاني باتخاذ إجراءات مهمة لاحتواء الوضع وامتصاص النقمة والاحتقان السياسي، منها تشكيل ما سمي بالائتلاف الوطني الذي ضم كل من نوري السعيد بمنصب وزير الخارجية، وعدد من كبار الزعامات السياسية والعسكرية من كلا التيارين المتصارعين،  ومنها أيضا عدم تنفيذ كل إجراءات الحرب التي أصدرها نوري السعيد، بل اكتفي بتطبيق ما ورد من بنود في معاهدة سنة 1930 لعدم فسح المجال للظهور أمام بريطانيا بمظهر الناكل لتنفيذ المعاهدة.

## الكيلاني بين حكومة الائتلاف الوطني ولعبة التوازن الدولي

رشيد باشا الكيلاني.

بعد أن نجح رشيد عالي الكيلاني بتطبيق سياسة التوافق بين جميع الأطراف المتصارعة وضمها جميعا في حكومة الائتلاف الوطني، أدرك مايترتب عليه من اجراءات للحفاظ على لعبة الموازنات المتشابكة المحلية والدولية بين التيارات المتصارعة التي تطمح لفرض أرائها ومبادئها السياسية في ممالاة الحلفاء في حربهم ضد المحور من جهة وفي المطالبة الملحة للتيارات المقابلة الطامحة لاستكمال استقلال العراق الذي بدا في عام 1932، من جهة أخرى. فكان لزاما على رشيد عالي ان يعيد التوازن في المشهد العراقي والذي فقد بسبب اندلاع الحرب العالمية الثانية وما ترتب عليها من اجراءات اتخذها نوري السعيد والتي خلفت الاحتقان السياسي جراء محاولاته اقصاء التيارات المعارضة لسياساته.
ومع تطور العمليات العسكرية في أوروبا والهزائم التي مني بها الحلفاء عامي 1940 و1941 واحتلال ألمانيا لفرنسا ودخول إيطاليا الحرب مع ألمانيا، تعالت الصيحات المطالبة بانهاء الوجود البريطاني في العراق والغاء معاهدة سنة 1930، لا بل أكثر من ذلك توالت الضغوط السياسية على حكومة الكيلاني المنادية بضرورة التحالف الاستراتيجي مع دول المحور لتحقيق تلك المطالب. إلا أن الكيلاني من جهته كان مدركا لخطورة القوات البريطانية التي لا يُستهان بها في العراق على الرغم من الهزائم التي منوا بها في جبهات أوروبا. فكان لزاما عليه «اتباع سياسة عدم انحياز مدروسة والتي دعا لها»، في الوقت الذي وجد نفسه محاطا بمؤيدين متطوعين من المتعاطفين مع المحور أهمهم مجموعة المربع الذهبي والتي كانت تحوز على تعاطف القوات المسلحة، من قادة وامرين وقطعات مختلفة.
فوجد رئيس الوزراء نفسه محرجا من مبادلة الضباط الوطنين مشاعرهم وتنفيذ مطالب وطنية هو شخصيا آمن بها، وبين واجبه السياسي في تنفيذ التزامات العراق المحلية مع الشركات البريطانية كشركات النفط والالتزامات الدولية في مساندة دول الحلفاء في حربهم ضد دول المحور من خلال معاهدة سنة 1930 وغيرها. وشيئا فشيئا تعاظمت مطالب القوى الوطنية التي رأت في الكيلاني الملاذ لتخليصها من الهيمنة البريطانية فدفعته لاتخاذ مواقف أكثر حزما بالوقوف ضد المطالب البريطانية التي حددتها المعاهدة في أوقات الحرب.
أما بريطانيا فكانت قد دقت ناقوس الخطر من فقدان زمام هيمنتها على العراق وبالتالي فقدانه إلى الأبد وهذا يعني خسارتها للكثير من المصالح الإستراتيجية والنفطية وغيرها والتي بذلت جهودا مضنية على مدار مائتي عام تمهيداً للهيمنة عليه قبل أن حققت طموحاتها في عام 1918م، ولحد محاولة ضمه للتاج البريطاني أسوة بباقي دول الكومنولث.
وفي يوليو / تموز من عام 1940م، عمدت بريطانيا لأحداث أزمة بينها وبين حكومة رشيد عالي الكيلاني الهدف منها جس النبض للتعرف على هوى الحكومة وخططها والتعرف على مواقفها من مجمل العلاقات مع بريطانيا. حيث طالبت الحكومة فتح القواعد العراقية وتسخير وسائل النقل الممكنة على نقل القوات البريطانية الآتية من الهند والخليج العربي عبر الأراضي العراقية لدعم القوات في الجبهة الأوروبية، تنفيذا لبنود المعاهدة. وبعد جدل طويل في البرلمان وأوساط الرأي العام وتيارات الحكومة والتي أججها الشعراء والأعلاميون والفنانون والسياسيون كأعمال عزيز علي ومعروف الرصافي وغيرهم والتي كانت تشيد برشيد عالي ووطنيته وتدعوه لإتخاذ مواقف جذرية لمقاومة الهيمنة البريطانية، وفي الجانب الآخر كانت كتلة نوري السعيد في الائتلاف الحكومي تضغط للمطالبة بتنفيذ كل المطالب البريطانية لا بل إعلان الحرب على دول المحور. الأمر الذي جعل الحكومة تشق طريقها بصعوبة بالغة من أجل مسك العصا من الوسط بغية تحقيق التوازن المحلي والدولي، وأخيرا قررت الحكومة تبني مواقف عقلانية متوازنة من خلال الموافقة على تنفيذ البنود الخاصة فقط بمرور القوات البريطانية دون دخول العراق طرفا في الحرب.
لقد تركت هذه التجربة الانطباع لدى الإنجليز بان رشيد عالي باشا من المعارضين لسياستها ولا يمكن الوثوق به لتحقيق طموحاتها، ولم تظللها محاولاته في أرضاء القوى الموالية لها بزعامة نوري باشا. الذي أستمر بممارسة ضغوطاته التي كان الهدف منها جر العراق وأدخاله مع الحلفاء في الحرب العالمية الثانية، فبصفته وزيرا للخارجية قدم طلبا صعقت به الحكومة والراي العام والقوى الوطنية، وذلك بالدعوة لقطع العلاقات الدبلوماسية مع إيطاليا، وقد رفضت الحكومة الطلب مما عزز الاعتقاد بان رشيد عالي باشا بدا يتمحور مع القوى الوطنية ضد القوى الليبرالية. وبعبارة أخرى أصبح أكثر ميلا للوقوف ضد الهيمنة البريطانية في العراق بعد توالي الضربات الموجعة التي تلقتها بريطانيا على يد ألمانيا خصوصا الغارات المدمرة على العاصمة لندن تمهيدا لخطة زعيم ألمانيا أدولف هتلر المعلنة باحتلال المملكة المتحدة.
وأصبحت القوات البريطانية المتواجدة في القواعد العراقية مهزوزة أمام الجيش والشعب العراقي الذي أخذ يتندر عليها تشفيا منها جراء الهزائم المنكرة التي ألحقها بها الألمان في عقر دارها الذي أخذ يوصمها «بالجبن وبفئران الملاجئ» نسبة لملاجئ لندن التي أخذ يعيش فيها الإنجليز لفترات تجاوزت السنة والنصف، بما فيهم بعض الجنود في الوحدات العسكرية التي لاقت الأمرين من شدة وضراوة الطائرات الألمانية، المعروفة باسم «مسر شمت» والتي عرفت بسرعتها وشدة قصفها والتي لم ينجو منها حتى مجلس النواب البريطاني الذي أصبح ركاما مع ما يقارب أكثر من ثلتي لندن التي سويت بالأرض بضمنها الوزارات والمصالح الحكومية الأخرى حيث أصبحت الدولة معطلة أو شبه منهارة تتوقع غزو القوات النازية في أي لحظة.
وما كان أمام القوات البريطانية المتواجدة في العراق من مناص إلا أن تتدخل لحسم موقفها مع الحكومة الذي بدأ يمس مصالحها وسمعتها المتهاوية، فصعدت من سقف مطالبها بضرورة استقالة حكومة رشيد عالي الكيلاني. ومن جهته اعتبر موقف الضباط البريطانيين غير مسوغ فهم ليسو جهة دبلوماسة لإبداء أرائهم كالسفارة البريطانية، علاوة على أن هذا الموقف يعد تدخلا في الشؤون الداخلية حتى ولو كان من قبل جهة دبلوماسية طالما تنفذ الحكومة ماعليها من التزامات تجاه تطبيق بنود المعاهدة مع بريطانيا.
وأصبح موقف رشيد عالي أكثر صرامة ضد الإنجليز بعد موقف ضباطهم هذا، وأصبح عدم تخليه عن رئاسة الوزراء مسالة مبدأ لا يساوم عليه، وإلا أصبح استسلاما لارادة بريطانيا التي تواجه الهزيمة والهوان على يد هتلر الذي استهان بها وبجيشها الذي تمرغ في وحل هزائمه في معارك بلجيكا وفرنسا ولندن. وبعد هذه الحادثة أصبح الكيلاني رمزا وطنيا ألتفت حوله القوى والتيارات الوطنية والتحررية والقومية واعتبرته زعيما لها.
وكان من تداعيات ذلك انحسار وتقوقع الوصي الأمير عبد الآلة ونوري سعيد الذي لم يغير موقفه من بريطانيا رغم هزائمها وتأجج المشاعر الشعبية والوطنية ضدها مما أنعكس على موقف الشارع من نوري السعيد الذي بدأ ينظر إليه بعين الريبة لتمسكه بتحقيق المصالح البريطانية بل أكثر من ذلك أصبحت وطنية الوصي ونوري باشا على المحك.
وأمام هذا الشعور الوطني العارم ضد الإنجليز ما كان من نوري السعيد إلا أن يختار أحد موقفين: أما الانتماء للتكتل الوطني ضد الإنجليز واما أن يقدم استقالته من وزارة الخارجية، معلنا ثباته على مواقفه. وقد اختار الاستقالة التي طالبته بها الجماهير والكتل الوطنية والنيابية المعارضة.<re